# 대한민국-인도 포괄적 경제동반자 협정

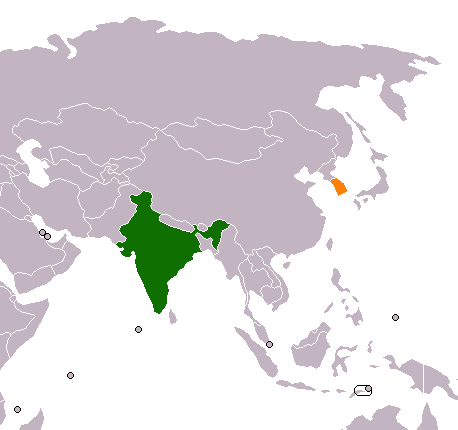

대한민국-인도 포괄적 경제동반자 협정(영어: Korea-India Comprehensive Economic Partnership Agreement, KORINDIA CEPA)은 대한민국과 인도간에 체결한 포괄적 경제동반자협정이다. 상품교역, 서비스교역, 투자, 경제협력 등 경제관계 전반을 포괄하는 내용의 협정을 말한다.
본질적인 측면에서는 자유 무역 협정(FTA)과 동일한 성격을 지니고 있지만, 주로 상품과 서비스의 자유로운 교역을 핵심으로 하는 자유무역협정(FTA)에 비해서 포괄적 경제동반자협정(CEPA)은 보다 더 광의적인 개념이라 할 수 있다.
한국과 인도는 2009년 8월 7일 정식서명을 통해 양국간의 포괄적 경제동반자협정(CEPA)을 체결했으며, 이 협정은 2010년 1월 1일을 기점으로 정식 발효되었다.
이 협정에는 상품 무역과 원산지 규정, 무역 원활화 및 관세 협력, 서비스 무역, 통신시장 개방, 인력이동, 투자, 지적재산권, 무역 분쟁 해결 등 다양한 분야에 대한 내용을 포함하고 있다.
인도에게는 OECD 국가 와의 최초의 FTA 체결이며, 대한민국에게는 브릭스 국가와 최초의 FTA 체결이다.

## 농산물
1차 산업인 농산물 시장 개방에 있어서, 한국은 쌀, 쇠고기, 돼지고기, 닭고기, 마늘, 양파, 꽃게, 참깨 등을 개방에서 제외했다.

## 상품

### 개성공단
한미 FTA, 한EU FTA에서는 개성공단 제품은 한국산 인정이 안 되었다. 그러나 한인도 CEPA에서는 한국산으로 인정되었다.

## 서비스

### 법률시장
한미 FTA, 한EU FTA에서는 3단계의 완전한 법률시장 개방을 합의한 반면에, 한인도 CEPA에서는 1단계의 법률시장 개방만을 허용했다. 2010년 현재 오직 한미 FTA, 한EU FTA에서만 3단계 개방이 합의되었다. 한국에서는 한중 FTA에 대해 3단계 완전개방을 주장하고 있는 중이다.

### 영어시장
인도와의 서비스 시장 개방으로 인해 컴퓨터 전문가, 엔지니어, 영어보조교사 등 인도의 전문인력이 국내로 대거 유입될 수 있다는 우려가 있다.
원래 인도는 영국의 식민지였던 탓에, 세계 최대의 영어사용인구를 보유한 국가로 알려져 있었으나, 최근 데이비드 그래돌의 영국 의회 보고서에 의하면, 인도 인구 중 5% 미만이 영어를 모국어처럼 쓸 수 있는 능력을 갖고 있다며 2010년에는 인도 사람 약 5500만명이 영어를 쓸 수 있을 것으로 본 반면에, 중국은 이미 1995년에 2억여 명이 영어를 사용한다고 지적했다.

## 연표
- 2006년 2월 7일 - 노무현 대한민국 대통령과 압둘 칼람 인도 대통령이 서울에서 가진 정상회담을 통해 협상 개시를 선언했다.[4]
- 2008년 9월 22일 - 서울 장충동 신라호텔 오키드룸에서 25일까지 CEPA 12차 협상이 개최되었다. 이 협상에서 실질적인 타결을 보았다.
- 2009년 2월 9일 - 뉴델리에서 이혜민 FTA 교섭대표, 필라이 인도 상공차관이 협정문에 가서명했다.
- 2009년 8월 7일 - 정식 서명
- 2009년 8월 7일 - 김종훈 외교통상부 통상교섭본부장은 한·인도 포괄적경제동반자협정(CEPA)와 관련해 “그 어느 자유무역협정(FTA)보다 윈윈(win-win)의 시너지 효과가 클 것”이라고 밝혔다.[5]
- 2010년 1월 1일 - 정식발표

## 같이 보기
- 동아시아 포괄적 경제 동반자 협정